# Balingijn Cerendordż
Balingijn Cerendordż (mong. Балингийн Цэрэндорж; ur. 1868, zm. 1928) – polityk mongolski. Pełnił następujące funkcje: premiera od 28 września 1923 do 28 listopada 1924, tymczasowego szefa państwa od 20 maja 1924 do 28 listopada 1924 i przewodniczącego Rady Komisarzy Ludowych od 28 listopada 1924 do 13 lutego 1928.